# Çocukları Kurtarma Yurdu
Das Çocukları Kurtarma Yurdu („Kinderrettungsheim“) war in den 1930er Jahren ein antiautoritär geführtes Kinderheim in Istanbul. Gegründet wurde die Einrichtung vom Pädagogen und Lehrer am Robert Koleji Kâzım Zafir im Jahr 1933. Die Eröffnung geschah auf Empfehlung des Nervenarztes Fahrettin Kerim Gökay, Genehmigung erteilte der Vali Istanbuls Muhittin Üstündağ. Die Kinder waren zumeist Opfer des Bevölkerungsaustausches. Am Ende von Zafirs Tätigkeit im Jahre 1938 hatten 250 Kinder das Heim durchlaufen. Bei der Eröffnung fanden sieben Kinder eine Heimstatt.

## Örtlichkeit, Personal und Budget
Am 15. Juli 1933 berichtete die Tageszeitung Akşam über die baulichen Vorbereitungen. Ferner schrieb sie, dass Direktor Zafer Bey an einer „Verfügung zur Erziehung seelisch und moralisch unnormaler Kinder“ arbeite. Das Heim befand sich in Galata gegenüber der Kirche St. Pierre. Heute beherbergt das Gebäude die Grundschule Okçu Musa İlkokulu. Im Heim arbeiteten 21 Personen. Die Erzieher mussten sich einem strengen Regiment unterwerfen. Die Regeln sahen 9-Stunden-Schichten vor, in denen sie die Kinder nicht aus den Augen lassen durften. Bei Zuwiderhandlungen gab es eine Abmahnung. Drei Abmahnungen bedeuteten die Kündigung. Das jährliche Budget der Einrichtung betrug 30.000 Lira.

## Konzept
Kâzım Zafirs Ziel war es nicht, den Kindern nur Schutz zu gewähren. Er wollte sie retten.
Die Kinder wurden vor der Aufnahme auf Tuberkulose, Tripper, Syphilis, Grind, Krätze und Läuse untersucht. Sie wurden gewaschen, eingekleidet und fotografiert. Die Bilder existieren noch und wurden beispielsweise von Ümit Bayazoğlu veröffentlicht. Nach einer Eingewöhnungsphase wurden die Kinder auf einen Beruf vorbereitet. Dazu gründete man verschiedene Werkstätten. Zur Auswahl standen Schuhmacher, Schreiner und Schneider. Betrieben wurden die Werkstätten von Handwerksmeistern. Diesen wurde die Werkstattmiete erlassen. Als Gegenleistung mussten sie Kinder als Lehrlinge aufnehmen. Die Kinder erhielten die Hälfte des Lehrlingsgehaltes, das sie der Heimleitung aushändigen mussten. Ein wöchentliches Taschengeld behielten sie. Im Garten der Einrichtung gab es die Möglichkeit, Tennis, Basketball oder Volleyball zu spielen. An Wochenenden gab es ein Zeltlager auf der Insel Heybeliada mit Frühsport und Mittagsruhe. Im Sommer wurde ein Zeltlager im Belgrad-Wald durchgeführt.
Im Heim gab es keine Körperstrafen. Es wurden überhaupt keine Strafen verhängt. Es gab allerdings die Regel, dass Vergehen wie Diebstahl oder Haschischrauchen eingestanden werden mussten. Die Eingeständnisse wurden in die Akte genommen und überprüft. Gegebenenfalls beglich Zafir den Schaden aus eigener Tasche. Die Kinder mussten sich zweimal täglich waschen. Einen Wächter oder vorgegebene Zeiten, um heimzukommen, gab es nicht. Der Essenstisch war – wie damals nur bei Wohlhabenden üblich – mit weißer Tischdecke gedeckt. Dies rief den Unmut der Belediye hervor, die der Ansicht war, eine Wachsdecke reiche allemal. Die Belediye versuchte durchzusetzen, dass die Kinder ab 18.00 Uhr das Heim nicht mehr verlassen durften und mit 17 Jahren auf die Straße gesetzt würden. Kâzım Zafir wehrte sich jedoch erfolgreich dagegen.

## Ende
Es gab zahlreiche Beschwerden über die Kinder aus der unmittelbaren Umgebung des Heimes. Im Jahr 1938 verfügte die Stadtverwaltung Istanbuls, der das Gebäude gehörte, dass das Heim nach außerhalb der Stadt umziehen müsse. Die „antisozialen Kinder“ stellten ein schlechtes Beispiel für die Kinder der Anwohner dar. Kâzım Zafir protestierte. Er schrieb, die innerstädtische Wohnumgebung sei Teil des Erziehungskonzeptes. Als er sich jedoch kein Gehör verschaffen konnte, kündigte Zafir. Das Heim wurde der zentralen Heimverwaltung Darülaceze unterstellt. Zu diesem Zeitpunkt lebten 80 Kinder im Heim. Die Einrichtung zog erst nach Kâğıthane, dann nach Beykoz. Später verliert sich die Spur.

## Bilanz
Von den insgesamt 250 Kindern, die im Heim Unterkunft erhielten, führten zwölf anschließend ein geregeltes Leben. Zehn Kinder wurden ohne Hoffnung, dass aus ihnen „was werden“ würde, entlassen. Drei Kinder kamen in ein psychiatrisches Heim und 25 Kinder fanden eine Familie.

## Trivia
- Das allererste Kind sei ein Junge gewesen, der Zafir mit einem Messer bedroht habe, um ihn auszurauben. Zafir habe ihm das Geld unter der Bedingung gegeben, dass er sich morgen im Heim melde und ihn in der Vaterrolle akzeptiere.[1]
- Als Reşad Ekrem Koçu das Heim besuchte, um Zafir zu seiner Arbeit zu beglückwünschen, wurde er von den Kindern im Garten mit folgendem Unsinnsreim empfangen: Bombaladaki bombaladaki bom bom bom/Zombaladaki zombaladaki zom zom zom.
- Die Zeitung Hürriyet startete 2008 einen Aufruf, um ehemalige Heimkinder Zafirs aufzuspüren. Damit sollte ein Filmprojekt Filiz Terzis über das Heim unterstützt werden.[1]

## Weblink
- Persönlicher Blog zum Çocukları Kurtarma Yurdu vom Fachbuchautor Turgay Çavuşoğlu (türkisch)